# John Rao
John Rao (1951) è un docente e storico statunitense.
È professore associato di storia alla St. John's University di New York, direttore di Roman Forum/Istituto "Dietrich von Hildebrand" ed ex presidente dell’associazione cattolica tradizionalista Una Voce America.

## Biografia
Nel 1977 Rao conseguì il dottorato in storia moderna dell'Europa presso l'Università di Oxford.
Da più di trent'anni, Rao organizza il simposio annuale del Foro Romano sul Lago di Garda, che attira studiosi di fama dagli Stati Uniti e dall'Europa.
Nel 2006, fu criticato dal cardinale Miloslav Vlk per aver tenuto a Praga un discorso nel quale avrebbe espresso opinioni antiamericane. Rao respinse l'accusa in una lunga lettera aperta al Cardinale, porgendo comunque le proprie scuse.

Tre anni più tardi, è stato al centro di un videodocumentario della PBS sul pellegrinaggio annuale dei di cattolici tradizionalisti di tutto il mondo, diretto da Parigi a Chartres.
Frequente contributore del quindicinale The Remnant sin dai primi anni '80, è noto per aver composto gli editoriali dal Rocco's Cafe, una pasticceria italiana nel Greenwich Village di Manhattan, vicino alla stazione di West Fourth Street.
Cattolico tradizionalista, è anche un forte oppositore del neoconservatorismo sia in politica che all'interno della Chiesa, in linea con le idee ispiratrici della Fraternità Sacerdotale San Pio X.

## Opere
- Americanism and the Collapse of the Church in the United States, Removing the Blindfold
- Periphery
- Black Legends and the Light of the World, Remnant Press, 2011.

Black Legends and the Light of the World è un voluminoso studio sulla storia della Chiesa, che è stato salutato come «lettura imprescindibile per chiunque provi interesse per la situazione nella Chiesa e nel mondo» (Dr. Joseph Shaw, D. Phil., Oxford, Presidente della Latin Mass Society of England and Wales).